# Once Upon a Time in the West (film)
Once Upon a Time in the West is een film uit 1968 van de Italiaanse regisseur Sergio Leone. De oorspronkelijke (Italiaanse) titel is C'era una volta il West.
De hoofdrollen worden gespeeld door Claudia Cardinale als weduwe, Henry Fonda als de schurk Frank, Charles Bronson als zijn mysterieuze nemesis “Harmonica” en Jason Robards als bandiet met gouden hart Cheyenne. De filmmuziek van Ennio Morricone, waarin elke hoofdpersoon zijn of haar eigen muzikale thema heeft, is een van de bekendste en best verkopende aller tijden.
Sergio Leone, die met zijn Dollarstrilogie al een nieuwe inhoud aan het fenomeen western had gegeven, wist met deze film een nieuw, welhaast filosofisch element aan de western toe te voegen dat de film tot klassieker maakt; vaak genoemd in het rijtje beste films ooit gemaakt.

## Verhaal
Een geheimzinnige man (Charles Bronson) komt aan per trein. Hij praat niet veel, hij speelt op een mondharmonica. Hij heeft op het station afgesproken met een zekere Frank. Deze daagt echter niet op, maar heeft drie handlangers gestuurd die niet veel goeds van plan zijn. De reiziger schiet de drie mannen dood. Hij heeft nu meteen een paard tot zijn beschikking.
De Ierse weduwnaar Brett McBain (Frank Wolff) verwacht een zonnige toekomst. McBain woont met zijn kinderen op de ranch Sweetwater, waarvan hij hoopt dat die spoedig veel geld waard zal zijn. Een nieuwe spoorlijn zal namelijk onvermijdelijk langs Sweetwater worden gelegd, omdat daar een waterbron is. McBain is onlangs in New Orleans hertrouwd. Zijn nieuwe vrouw Jill wordt verwacht en zijn gezin is bezig met de voorbereidingen van het feest. De eerste gast die opdaagt is echter niet uitgenodigd: het is Frank (Henry Fonda), die, samen met zijn bende, de vader en kinderen vermoordt.
Jill (Claudia Cardinale) komt aan met de trein in het stadje Flagstone. Ze wacht vergeefs op iemand die haar komt halen. Na een paar uur neemt ze zelf een wagen om haar naar de ranch van McBain te brengen. De voerman (Paolo Stoppa) onderbreekt de reis bij een herberg. Hier ontmoet Jill de gentleman-bandiet Cheyenne (Jason Robards), die net uit de gevangenis is ontsnapt, en de man met de mondharmonica. “Harmonica”, zoals Cheyenne hem noemt, maakt een opmerking over de lederen jas die Cheyenne draagt. Hij vertelt dat hij op het station drie doodgeschoten mannen heeft gezien die ook zulke jassen droegen. Cheyenne gelooft hem niet, omdat alleen hij en zijn mannen zulke jassen dragen.
Bij aankomst op Sweetwater wordt Jill met de vreselijke werkelijkheid geconfronteerd. De bruiloftsgasten – die begrafenisgasten zijn geworden – vinden een stukje van een lederen jas, een bewijs dat Cheyenne achter de moord zit. Jill weet dat Cheyenne een alibi heeft. De boerderij is nu van haar en ze besluit er te blijven wonen.
's Nachts gaat Harmonica naar Wobbles (Marco Zuanelli), de baas van de plaatselijke wasserij, die ook op de begrafenis was. Wobbles zou de afspraak op het station tussen Harmonica en Frank regelen. Harmonica is boos op hem omdat de afspraak is mislukt. Harmonica weet wel waarom Frank niet kwam opdagen: hij was op Sweetwater om het gezin McBain uit te moorden. Het spoor met Cheyennes jas was vervalst.
De volgende dag komt Cheyenne bij Jill op bezoek. Hij is geen lieverdje, maar het is toch niet zijn stijl om een vredig gezin uit te moorden. Hij is dan ook boos omdat hem de moord in de schoenen wordt geschoven. Hij vermoedt dat Jill ook in gevaar is en hij vertrekt met de bedoeling de zaak in de gaten te houden.
Intussen is Frank bij zijn opdrachtgever, de invalide spoorwegmagnaat Mr. Morton (Gabriele Ferzetti), die zijn kantoor in een trein heeft gevestigd. Morton wil de spoorlijn uitbreiden tot aan Californië. Morton had Frank de opdracht gegeven ervoor te zorgen dat de spoorlijn via Sweetwater kon lopen, maar het was niet de bedoeling dat het gezin uitgemoord zou worden. Bovendien bleken de moorden nutteloos, want nu Jill is komen opdagen heeft Sweetwater nog steeds een officiële eigenaar. Frank zegt dat dat probleem snel opgelost zal zijn en stuurt twee mannen naar Sweetwater.
Na het vertrek van Cheyenne komt Harmonica bij Jill op bezoek. Ook hij vertrouwt de zaak niet. Terecht, want er verschijnen twee handlangers van Frank. Harmonica schiet ze van hun paard af. Cheyenne ziet het van een afstand gebeuren en concludeert dat die zonderlinge muzikant ook een uitstekende schutter is.
Jill gaat naar Wobbles, kennelijk gestuurd door Harmonica. Ze zegt dat ze een boodschap voor Frank heeft. Wobbles beweert dat hij Frank niet kent, maar wanneer Jill weer vertrokken is gaat hij direct naar de trein van Morton. Harmonica en Cheyenne volgen hem. Frank is woedend wanneer hij Wobbles ziet verschijnen, want het risico is groot dat hij door iemand werd gevolgd. Frank krijgt gelijk, want even later ontdekt hij Harmonica bij de trein. Hij bindt de man vast en schiet een paar kogels door de bretels en de broekriem van de onvoorzichtige Wobbles.
Het is voor het eerst in de film dat Harmonica Frank ziet, maar ze hebben elkaar eerder ontmoet. Harmonica kan zich dat moment nog goed herinneren en het is geen plezierige herinnering. Frank herkent Harmonica niet. Hij vraagt Harmonica wie hij is, maar als antwoord noemt Harmonica namen van mannen die door Frank vermoord zijn, en dat zijn er niet weinig. Frank verneemt dat de mannen die de aanslag op Jill moesten uitvoeren vermoord zijn. Harmonica maakt een sarcastische opmerking over het sterftecijfer van Franks mannen, er zijn er nu al vijf doodgeschoten. Harmonica zegt er niet bij dat hij zelf de schutter was. Frank besluit het karwei zelf te gaan opknappen. Terwijl hij vertrekt merkt Harmonica op dat dat voor Frank, met zijn praktijkervaring, niet zo moeilijk kan zijn. Intussen heeft niemand in de gaten dat Cheyenne zich onder de trein heeft verstopt. Hij schakelt de resterende mannen van Frank uit en bevrijdt Harmonica.
Bij Jill wordt een grote hoeveelheid bouwmaterialen afgeleverd, die besteld waren door McBain. Harmonica heeft papieren gevonden waaruit blijkt dat McBain had voorzien dat de spoorlijn ooit over zijn grond zou komen en dat er een station moest worden gebouwd. Er wordt met de bouw begonnen.
De relatie tussen Frank en Morton is flink verslechterd. Morton wil niet dat er nog gemoord wordt en zegt dat het beter is Jills land te kopen. Frank stelt Jill dan ook voor om haar ranch openbaar te verkopen op een veiling. De veiling wil echter niet vlotten: de kopers worden namelijk geïntimideerd door de handlangers van Frank. Plots biedt Harmonica 5000 dollar – de prijs die op het hoofd van Cheyenne staat. Cheyenne wordt naar de gevangenis gebracht. Twee van zijn mannen volgen hem om hem weer te bevrijden. Harmonica geeft de boerderij terug aan Jill.
Intussen betaalt Morton een aantal handlangers van Frank om Frank te elimineren. Ze gaan naar Flagstone, waar de veiling net is afgelopen. Frank ontsnapt echter aan de aanslag, want de handlangers worden door Harmonica uitgeschakeld. Frank gaat woedend naar de trein van Morton. Hij ziet dat al zijn resterende mannen dood zijn, kennelijk het werk van Cheyenne. Morton zelf leeft nog en ligt hulpeloos op de grond. Frank vindt het niet nodig een kogel aan hem te verspillen.
De aanleg van de spoorlijn is gevorderd tot bij de ranch van Jill. Harmonica en Cheyenne helpen bij de bouw van het station. Dan verschijnt Frank, zoals Harmonica had verwacht. Het komt tot een duel tussen Frank en Harmonica. Harmonica herinnert zich weer de eerste keer dat hij Frank ontmoette. Hij was nog een kind en Frank heeft Harmonica's grote broer vermoord terwijl de kleine Harmonica op een mondharmonica moest spelen. Frank verliest het duel. Voordat hij sterft vraagt hij weer wie Harmonica is. Als antwoord drukt Harmonica hem het instrument in de mond. Eindelijk begrijpt Frank wie zijn tegenstander is.
Nu zijn broer gewroken is vertrekt Harmonica. Jill zegt tegen Cheyenne dat ze hoopt dat de geheimzinnige held nog eens terugkomt. Cheyenne waarschuwt haar niet te veel om te gaan met mannen als hij en Harmonica: “Ze hebben iets met de dood.” Cheyenne en Harmonica verlaten Sweetwater, maar Cheyenne bezwijkt spoedig aan een schotwond, die hij heeft opgelopen in het vuurgevecht met Morton en Franks mannen. Harmonica vertrekt met het lichaam van Cheyenne om hem te begraven. Jill brengt verfrissend water aan de hardwerkende arbeiders van de spoorlijn.
Hiermee wordt de nieuwe spoorlijn voltooid, waarmee het Oude Westen eindigt en het Nieuwe Westen begint.

## Rolverdeling
| Acteur                | Personage             | Opmerking                            |
| --------------------- | --------------------- | ------------------------------------ |
| Claudia Cardinale     | Jill McBain           |                                      |
| Henry Fonda           | Frank                 |                                      |
| Jason Robards         | Cheyenne              |                                      |
| Charles Bronson       | “Harmonica”           |                                      |
| Gabriele Ferzetti     | Mr. Morton            |                                      |
| Paolo Stoppa          | Sam                   | Brengt Jill naar Sweetwater          |
| Marco Zuanelli        | Wobbles               |                                      |
| Keenan Wynn           | Sheriff van Flagstone | Veilingmeester                       |
| Frank Wolff           | Brett McBain          |                                      |
| Lionel Stander        | Barman                |                                      |
| Woody Strode          | Stony                 | Handlanger van Frank aan het station |
| Jack Elam             | Snaky                 | Handlanger van Frank aan het station |
| Al Mulock             | Knuckles              | Handlanger van Frank aan het station |
| John Frederick        | Jim                   | Handlanger van Frank                 |
| Aldo Berti            |                       | Handlanger van Frank                 |
| Frank Braña           |                       | Handlanger van Frank op de veiling   |
| Antonio Molino Rojo   |                       | Handlanger van Frank op de veiling   |
| Fabio Testi           |                       | Handlanger van Frank op de veiling   |
| Salvo Basile          |                       | Handlanger van Cheyenne              |
| Bruno Corazzari       |                       | Handlanger van Cheyenne              |
| Lorenzo Robledo       |                       | Handlanger van Cheyenne              |
| Aldo Sambrell         |                       | Handlanger van Cheyenne              |
| Stefano Imparato      | Patrick McBain        | Oudste zoon van Brett McBain         |
| Simonetta Santaniello | Maureen McBain        | Dochter van Brett McBain             |
| Enzo Santaniello      | Timmy McBain          | Jongste zoon van Brett McBain        |

## Filmmuziek
De muziek van Ennio Morricone kenmerkt zich door het gebruik van leidmotieven: voor ieder van de vier hoofdrolspelers is er een eigen instrument en een motief. De muziek introduceert als het ware de vier hoofdrolspelers en typeert nauwkeurig hun karakters.
Voor Charles Bronson ("Harmonica"), de mysterieuze, op zoek zijnde, vreemdeling, is er de snerpende, ijl klinkende mondharmonica. Bij Claudia Cardinale ("Jill"), die naar het Westen vertrekt om een nieuw leven te beginnen, klinkt een lyrische sopraan begeleid door een koor. Als Jason Robards ("Cheyenne"), de goedgeluimde vrijbuiter, in beeld komt klinkt een vrolijke honky tonk piano en, als voorbode voor dreigend gevaar, klinkt een vervormde elektrische gitaar als Henry Fonda ("Frank"), de niets ontziende kille moordenaar, op het toneel verschijnt.
Ook bijzonder is dat de muziek geschreven werd voordat de film werd opgenomen. Tijdens de opnames draaide Leone de muziek, zodat hij wist welk tempo hij aan moest houden.
De filmmuziek is apart uitgebracht door GDM Music (Italië)
- Sopraan: Edda Dell'Orso
- Koor: I Cantori Moderni di Alessandroni

Van Morricones filmmuziek werden wereldwijd tussen 5 en 10 miljoen exemplaren verkocht.

## Trivia
- Samen met Once Upon a Time in America en A Fistful of Dynamite behoorde deze film volgens Leone tot een trilogie, gebaseerd op de drie periodes die Amerika raakten.
- De openingsscène van de film is legendarisch geworden door de lange stilte waarbij de achtergrondgeluiden bijdragen tot de sfeer (het geluid van een windmolen, een vlieg etc.). In die scène wordt Harmonica aan het station opgewacht door drie handlangers van Frank.
- Het was de bedoeling dat de drie schurken die aan het begin van de film op de trein wachten, ingevuld zouden worden door Clint Eastwood, Eli Wallach en Lee Van Cleef. Toen Eastwood niet wilde, heeft Leone dit idee laten vallen.
- De rol van Harmonica is gebaseerd op Eastwoods man zonder naam. Zijn naam wordt in de film niet genoemd. In besprekingen wordt hij meestal 'Harmonica' of 'The Man' genoemd.
- Volgens IMDB[6] is Cheyenne de bijnaam van Manuel Gutiérrez. Die naam komt in de film echter niet voor.
- De VPRO heeft een kort radioprogramma Once Upon A Time In The News dat gebaseerd is op de muziek en fluitende kogels van deze film.[bron?]
- De KRO maakt in het programma RabRadio op 3FM ook gebruik van muziek uit Once Upon a Time in the West. Korte fragmenten zijn te horen in de quiz Het popduel.
- In het Duits heet de film Spiel mir das Lied vom Tod (Speel me het lied van de dood). Dat is wat Frank in de nasynchronisatie zegt als hij de mondharmonica aan de kleine Harmonica geeft. In het oorspronkelijke Engels zegt Frank “Maak je liefhebbende broer blij”, waarmee duidelijk wordt gemaakt wat de familierelatie is tussen Harmonica en de man die over enkele ogenblikken zal worden opgehangen.
- Acteur Al Mulock pleegde in mei 1968 tijdens het filmen van Once Upon a Time in the West zelfmoord door uit het raam van een hotel te springen.